# 大鳥井山遺跡
大鳥井山遺跡（おおとりいやまいせき）または大鳥井柵跡（おおとりいさくあと）は、出羽国北部（現、秋田県域に相当）の横手盆地中部、現在の秋田県横手市新坂町・大鳥町にある平安時代の遺跡（居館跡）。2010年（平成22年）2月、国の史跡に指定された。
平安時代の当地方の豪族・出羽清原氏（清原光頼・大鳥山太郎頼遠）の居城跡と伝えられている。

## 沿革

### 発見・調査
旧・横手市が、横手市新坂町・大鳥町に総合運動公園の整備を計画し、その調査の過程で当遺跡の存在が明らかになった。
1977年（昭和52年）から1983年（昭和58年）までの約7年間にわたり、発掘調査が行なわれた。
その後、旧・横手市が周辺町村と合併して現在の横手市となった後の2009年（平成21年）までの3年間の再調査を経て、2010年（平成22年）に国の史跡に指定された。

### 現況
旧・横手市により、その大部分に当初の計画通り、遺跡を埋め戻して運動広場やテニスコート・屋外プールなどが整備され、一部は宅地になっている。なお、屋外プールは2016年度（平成28年度）から営業を休止しており、解体・廃止されることが2020年（令和2年）に決定した。

## 立地
旧・横手市の市街地北部、横手川とその支流である吉沢川の合流点東側に位置する。子吉山および大鳥井山という2つの小独立丘陵に立地し、川の水面からの比高は約20メートルである。

## 遺跡性格
巨大な二重の堀と土塁を有する、防御性のきわめて高い居城跡である。『陸奥話記』によれば、大鳥山太郎頼遠は前九年合戦において安倍方の安倍正任をかくまったとされ、これを知った出羽守の軍勢は大鳥山（現在の大鳥井山）を包囲したと伝えられる。その遺跡のすがたは、奥州藤原氏初代藤原清衡が居館に定めた柳之御所遺跡（岩手県平泉町）に類似している。また。大鳥井山山頂部には当時にあって格式高い建造物に限定される四面庇の建物跡が検出された。
築造年代は、10世紀後半に築造が開始され、11世紀後半に完成したものと考えられる。
従来、武士によって築かれた山城の出現は14世紀を遡らないと考えられてきたが、それを200年以上も遡ることが明らかとなった。城郭史専門の千田嘉博は、戦国時代の城郭に匹敵する規模であることを指摘し、さらに、その防御施設は「土でつくる城の最高レベル」と評している。

## 規模・構造・出土品
- 遺跡の広がりは南北方向に680メートル、東西方向に200メートルである[5]。
- 川に面していない三方向を土塁と堀で囲んだ構造である[5]。土塁は、幅10メートル、高さ2メートル、堀は幅8メートル内外、深さ約3.5メートルと、いずれもきわめて巨大である[3]。
- 外側から内側に向って土塁 - 空堀 - 土塁 - 空堀の順で、最大の空堀は幅10メートル、深さ3メートルにも達する[5]。千田嘉博は、東側斜面の竪堀を「うね状空堀群」と呼び、従来、15世紀から16世紀にかけての時期にようやく出現する構造であると考えられてきたとしている[5]。
- 空堀の内側には柵列が見られ、この柵に沿って物見櫓と思われる建物跡が確認されている。また外側の堀に土橋が架かっていた場所が特定されたほか、掘立柱建物跡や竪穴建物跡等が検出されている[2]。
- 東北地方（特に日本海側）では希少とされる、10世紀後半から12世紀にかけての遺物が出土している[2]。豪族清原氏の存在がうかがわれる遺物としては、硯や宴会用の土師質の小皿などがある。